# 가토 히로키
가토 히로키(일본어: 加藤 広樹, 1986년 7월 31일 ~ )는 일본의 전 축구 선수이다.

## 구단 경력
과거 요코하마 F. 마리노스, 미토 홀리호크에서 활동하였다.